# 81P/Wild
El cometa Wild 2 (designat oficialment com 81P/Wild ["Vilt"]) és un cometa amb un període de 6,4 anys descobert per l'astrònom suís Paul Wild, que porta el seu nom nom, El va descobrir el 6 de gener de 1978 amb un telescopi Schmidt de 40 cm a l'Zimmerwald, Suïssa. Wild 2 va ser estudiat el 2 de gener de 2004 per la sonda espacial Stardust, que va recol·lectar mostres de la coma del cometa. La pols cometària capturada va arribar a la Terra el 15 de gener de 2006.